# Cambridge Singers
Die Cambridge Singers sind ein englisches A-cappella-Kammerchor-Ensemble.
Von John Rutter 1981 gegründet, bestand der Chor vorerst aus Sängerinnen und Sängern des Clare College, an dem Rutter Leiter des musikalischen Zweiges war.
Mit dem Ziel, über das choreigene Label Collegium geistliche Chormusik aufzunehmen, gelangen dem Ensemble mehrere Erfolge. Neben einer Aufnahme von Georg Friedrich Händels Messias erschienen zahlreiche CDs mit Werken von Rheinberger, Tallis sowie einige Stücke von Rachmaninow, Victoria und Sheppard. Seit Gründung des Chores wurden außerdem mehrere Weihnachts-CDs aufgenommen, die unter den Titeln Christmas Night, Christmas Star, Christmas with the Cambridge Singers und Cambridge Singers Christmas Album erschienen.

## Diskografie (Auswahl)
- Handel Messiah – The Complete Works
- Lighten Our Darkness
- Sea Change
- The Sprig of Thyme
- Old English Madrigals & Folk Songs
- The John Rutter Christmas Album (2002, mit John Rutter, UK: Silber)[1]